# Thyene squamulata
Thyene squamulata är en spindelart som beskrevs av Simon 1885 [1886. Thyene squamulata ingår i släktet Thyene och familjen hoppspindlar. Inga underarter finns listade i Catalogue of Life.